# École nationale des sciences appliquées de Fès
 (août 2016).
Si vous disposez d'ouvrages ou d'articles de référence ou si vous connaissez des sites web de qualité traitant du thème abordé ici, merci de compléter l'article en donnant les références utiles à sa vérifiabilité et en les liant à la section « Notes et références ».
L'École nationale des sciences appliquées de Fès (ENSAF), est une école d'ingénieurs publique située à Fès, faisant partie du réseau des Écoles nationales des sciences appliquées. Elle a été créée en 2005.

## Cycle préparatoire intégré (deux ans)
Durant ce cycle, l'accent est mis sur les sciences fondamentales (maths, physique, chimie, mécanique, électronique, électrotechnique et informatique) et puis progressivement, le programme d'études s'ouvre à des domaines plus spécialisés en sciences et en technologie. Ce cycle préparatoire généraliste permet aux élève ingénieurs de l'ENSAF d'acquérir un bagage solide en termes d'aptitudes et de compétences, leur facilitant ainsi de réorienter leur carrière indépendamment de leur spécialisation initiale.
Le premier cycle est la partie la plus sélective de la formation. Au cours des deux premières années, les examens sont très difficiles afin de tester si l'étudiant est réellement en mesure de continuer ses études d'ingénierie.

## Cycle ingénieur (trois ans)
À la fin de la deuxième année d'étude, les élèves-ingénieurs choisissent une spécialité parmi les 6 proposées par l'école, l'attribution des spécialités se fait selon le choix des étudiants puis le classement
L’ENSAF forme des ingénieurs dans les domaines du :
- Génie Industriel
- Génie Informatique
- Génie Télécommunication et Réseaux
- Génie Mécanique et Systèmes Automatisés
- Génie des Systèmes Embarqués et Informatique Industrielle
- Génie énergétique et systèmes intelligents

## Recherche
Dans le domaine de la recherche scientifique, l’ENSA de Fès dispose d’un ensemble de laboratoires et de centres de recherche munis des équipements nécessaires à la réalisation de travaux et d'études scientifiques et techniques.